# 李正翔
李正翔（1988年9月30日—） ，中國配音員。

## 作品
- 《纳米核心》
- 《俑之城》
- 《偶像宣言》
- 《都市古仙医小说》
- 《异种族风俗娘评鉴指南》布魯茲
- 《寶石寵物 Twinkle☆》迪安
- 《NANA》木下